# BBC Four
BBC Four é um canal de televisão britânico operado pela BBC e disponível através da televisão digital terrestre (Freeview), IPTV, satélite e cabo. Lançado a 2 de março de 2002, com um horário restrito entre as 19:00 e as 04:00, o canal mostra "uma ampla variedade de programas incluindo comédia, documentários, música, filmes internacionais, produção própria, drama e informação [...] uma alternativa inteligente aos programas disponíveis nos canais generalistas". Está obrigado pela sua licença a transmitir pelo menos 100 horas anuais de programação própria inédita no campo das artes e da música, 110 horas anuais de novos programas factuais e a estrear vinte filmes internacionais também anualmente.

## História
A BBC Four foi lançada a 2 de março de 2002 às 19:00, depois do adiamento da data de lançamento original, planejada para 2001. A BBC Four começou originalmente como um bloco de programação tardio na BBC Two, antes de receber o seu próprio canal, juntamente com a BBC Three. O canal surgiu em substituição da BBC Knowledge, um canal educacional e cultural com várias mudanças da sua estrutura e cujo formato final consistiu de documentários e programação artística, essencialmente um teste da nova grelha da BBC Four. O planejamento do novo canal, juntamente com o da BBC Three, esteve em curso desde outubro de 2000, no entanto, o governo em funções decidiu adiar a aprovação dos novos planos da BBC para a televisão digital. O plano respeitante ao quarto canal foi o primeiro a ser aprovado, e como tal, o canal surge primeiro que a BBC Three.

## Diretores
- 2002–2004: Roly Keating
- 2004–presente: Janice Hadlow